# Laura Roge
Laura Antonia Roge (Gotinga; 11 de enero de 1998) es una actriz alemana. Reconocida por su papel como Dakara «Daka» Tepes en la trilogía de las películas de fantasía Die Vampirschwestern.

## Carrera
Inició de su carrera en 2008, interpretando como Ramona Distel pero sin acreditar en la película de comedia y dramática Plötzlich Millionär. En 2011, participó como Malina en la serie criminal Stolberg. Más tarde, interpretó como Jule Cremer en la película para televisión Neue Chance zum Glück.
En 2012, asumió el papel como Dakara «Daka» Tepes en la película de fantasía Die Vampirschwestern. Al año siguiente, en 2013, participó como Lisa de joven en el cortometraje titulado Lisa Lilly. En 2014, participó como Kata pero sin acreditar en la serie dramática y familiar Lindenstraße y luego retoma nuevamente como Dakara «Daka» Tepes en la secuela Die Vampirschwestern 2.
En 2015, interpretó como Josi en otro cortometraje titulado Die Ratte. Al año siguiente, 2016, interpretar nuevamente como Dakara «Daka» Tepes en la tercera y última de la trilogía  Die Vampirschwestern 3 - Reise nach Transsilvanien. En 2022, regreso a la actuación como Melissa en el cortometraje titulado Mach's Licht aus!.

## Filmografía

### Cine
| Año  | Título                                             | Personaje           | Notas        |
| ---- | -------------------------------------------------- | ------------------- | ------------ |
| 2012 | Die Vampirschwestern                               | Dakara «Daka» Tepes |              |
| 2013 | Lisa Lily                                          | Lisa de joven       | Cortometraje |
| 2014 | Die Vampirschwestern 2                             | Dakara «Daka» Tepes |              |
| 2015 | Die Ratte                                          | Josi                | Cortometraje |
| 2016 | Die Vampirschwestern 3 - Reise nach Transsilvanien | Dakara «Daka» Tepes |              |
| 2022 | Mach’s Licht aus!                                  | Melissa             | Cortometraje |

### Televisión
| Año  | Título                | Personaje     | Notas                           |
| ---- | --------------------- | ------------- | ------------------------------- |
| 2008 | Plötzlich Millionär   | Ramona Distel | Sin acreditar, teleflime        |
| 2011 | Stolberg              | Malina        | Episodio: «Zwischen den Welten» |
| 2011 | Neue Chance zum Glück | Jule Cremer   | Teleflime                       |
| 2014 | Lindenstraße          | Kata          | Sin acreditar, 3 episodios      |